# Periscepsia carbonaria
Periscepsia carbonaria là một loài ruồi trong họ Tachinidae.